# C.176
Tàu 176 là một tàu vận tải quân sự thuộc đoàn tàu không số - Đoàn 125, Quân chủng Hải quân, Hải quân Nhân dân Việt Nam.

## Xây dựng
Tàu 176 thuộc lớp tàu vận tải vỏ sắt tải trọng 65 tấn do các kỹ sư quân sự Việt Nam Dân chủ Cộng hòa thiết kế, đóng tại xưởng đóng tàu III, thành phố Hải Phòng.

## Hoạt động
Ngày 28 tháng 5 năm 1970, tàu 176 xuất phát chuyên chở vũ khí vào nam nhưng bị lực lượng tuần tra của Hải quân Hoa Kỳ phát hiện nên buộc phải quay trở lại bến. Lần xuất phát thứ hai vào ngày 25 tháng 7, 1970 cũng gặp phải tình cảnh tương tự.
Ngày 11 tháng 11 năm 1970, tàu 176 dưới sự chỉ huy của thuyền trưởng Lê Xuân Ngọc và chính trị viên Huỳnh Trung cùng 18 thủy thủ, xuất phát lần thứ ba trong năm. Mục tiêu của tàu 176 là chở vũ khí cập bến Cồn Lợi. Hành trình của tàu tương đối trót lọt nhưng trên thực tế Hải quân Hoa Kỳ đã phát hiện và huy động lực lượng giăng bẫy nhằm mục tiêu bắt sống toàn bộ tàu và các thủy thủ.
Ngày 21 tháng 11, 1970, tàu 176 khi đang tiến sát vào bến thì bị bao vây. Sau một thời gian giao chiến, thuyền trưởng Lê Xuân Ngọc chỉ huy các thủy thủ cho tàu đâm thẳng vào cồn cát rồi châm lửa đốt tàu.

## Kết cục
Tàu 176 bị phá hủy hoàn toàn. Cồn cát mà tàu 176 đâm vào được người dân địa phương đặt cho tên gọi là Cồn Tàu.